# Frédérique Fèvre
Frédérique Fèvre es una deportista francesa que compitió en vela en la clase Europe. Ganó una medalla de plata en el Campeonato Mundial de Europe de 1984.

## Palmarés internacional
| Campeonato Mundial | Campeonato Mundial | Campeonato Mundial | Campeonato Mundial |
| Año                | Lugar              | Medalla            | Clase              |
| ------------------ | ------------------ | ------------------ | ------------------ |
| 1984               | Kiel (RFA)         | Medalla de plata   | Europe             |